# Meistratzheim
Meistratzheim är en kommun i departementet Bas-Rhin i regionen Grand Est (tidigare regionen Alsace) i nordöstra Frankrike. Kommunen ligger i kantonen Obernai som tillhör arrondissementet Sélestat-Erstein. År 2022 hade Meistratzheim 1 537 invånare.

## Befolkningsutveckling
Antalet invånare i kommunen Meistratzheim
| Referens: INSEE |